# 8chan
8chan, també anomenat Infinitechan o Infinitychan (de vegades representat com ∞chan), és un fòrum americà. La pàgina web està composta d'un usuari que pot crear diversos temes. Cada tema és moderat pel seu propietari, amb la interacció mínima d'altra administració de lloc web.
El lloc ha estat relacionat amb subcultures d'Internet (per exemple, els mems) i activisme, sovint associat a moviments de l'extremadreta. És considerat el lloc web radical de 4chan i ha protagonitzat diversos episodis controvertits.
L'Abril del 2018, 8chan va ser el 3,857è web més visitat al món, i el mes de novembre del 2014, va rebre una mitjana de 35.000 visitants únics per dia i 400.000 posts per setmana.